# Территория смыслов

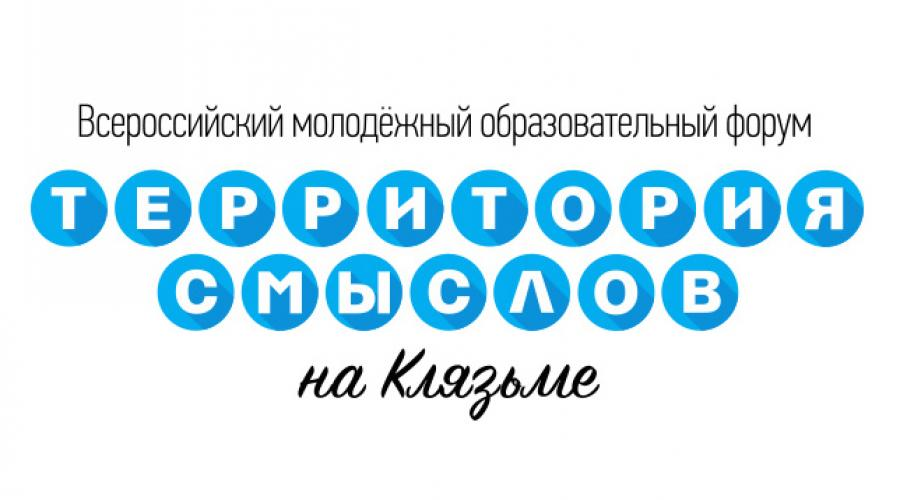
Эмблема форума 2015-2017 годах

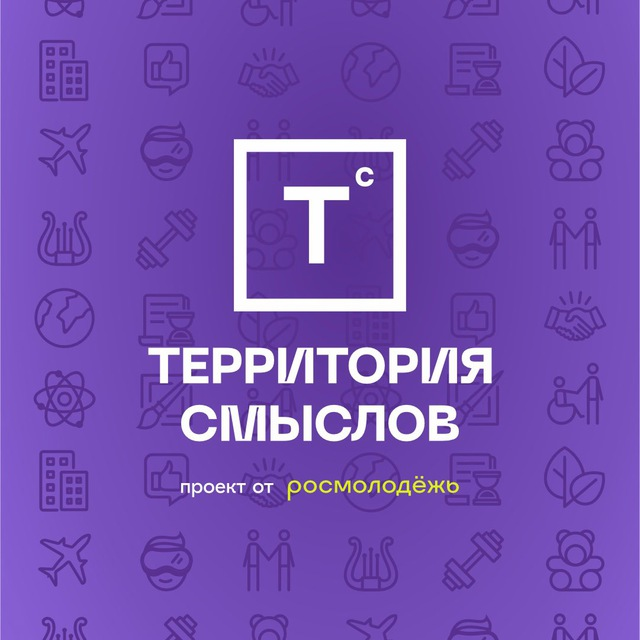
Логотип форума 2022 -2023 гг.

«Террито́рия смы́слов» — всероссийский молодёжный образовательный летний форум, проходящий ежегодно с 2015 года по инициативе Федерального агентства по делам молодёжи («Росмолодёжь»), для молодёжи от 18 до 35 лет включительно. До 2019 года располагался в деревне Дворики Камешковского района Владимирской области близ реки Клязьма. Начиная с 2019 года проводится на озере Сенеж города Солнечногорск Московской области.

## Введение
В качестве продолжателя молодёжных образовательных технологий «Форума Селигер», в 2015 году Федеральным агентством по делам молодёжи создан новый формат молодёжного форума «Территория смыслов», проходящий ежегодно в летний период. На форуме молодёжь представляет свои проекты на получение грантов, проходит образовательные лекции и тренинги. Гостями форума являются Президент России Владимир Путин, Председатель Правительства Дмитрий Медведев, эксперты и федеральные министры, депутаты Государственной думы, лидеры политических партий. Форум посещала делегация молодёжи из Донбасса.
В 2023 году форум проходил с 26 июля по 2 сентября. На Всероссийском молодёжном образовательном форуме «Территория смыслов» участники прорабатывали ключевые направления развития страны до 2050 года и попытались сформировать образ будущего России глазами молодёжи.
1. Смена «Мыслить» (26 –31 июля): в рамках смены участники будут изучать новые вызовы для России и мира, предложат идеи по формированию новых норм в современном мире и рассмотрят понятие «патриотизм» в новой социальной реальности.
2. Смена «Убеждать» (31 июля – 5 августа): участники будут вовлечены в процессы создания языка нового времени, научатся транслировать миру новые нормы и смыслы, погрузятся в работу с новыми медиа, освоят механизмы формирования лидеров общественного мнения.
3. Смена «Помогать» (5 – 10 августа): участники изучат важные вопросы межнациональных и межконфессиональных отношений, аспекты формирования нового общества и значимость социальной ответственности человека.
4. Смена «Творить» (10 – 15 августа): участники выяснят, как массовая культура влияет на формирование ценностей общества, определят, является ли социальная ответственность в массовой культуре реальностью и выяснят, как решать проблемы влияния массовой культуры на молодежь.
5. Смена «Служить» (15 – 20 августа): участники сообщества определят роль государства в современных условиях и разработают новую методику повышения престижа государственной службы.
6. Смена «Учить» (20 – 25 августа): участники познакомятся с процессом воспитания личности, изучат новые формы образования и систему формирования взаимоотношений человека и мира в процессе обучения.
7. Смена «Открывать» (25 – 30 августа): участники определят роль молодежи в обеспечении технологического суверенитета страны, изучат современные технологии и методы киберзащиты детей.
8. Смена «Действовать» (30 августа – 2 сентября): Работа смены посвящена будущему развитию страны. К участию будут приглашены лучшие выпускники всех смен. Участники сообщества проработают ключевые направления развития страны до 2050 года глазами молодёжи.

В 2016 году форуму на гранты лучших представленных проектов было выделено 50 млн рублей. В течение восьми смен авторы лучших идей получили по 100, 200 и 300 тыс. рублей. Максимальный размер гранта в 2023 году — 500 000 руб.
Форум «Территория смыслов» из бюджета Росмолодёжь в 2015 г. получило 328 млн рублей, в 2016 г. — 350 млн рублей, в 2017 г. — 409 млн рублей

## Интересные факты
- в 2015 году Президент России Владимир Путин посетил форум «Территория смыслов».
- в 2016 году прилетевший на форум Премьер-министр России Дмитрий Медведев, выступая, посоветовал недовольным зарплатами учителям менять профессию и идти в бизнес, что вызвало широкое общественное непонимание и обсуждение.[10]
- в 2017 году на вопрос участницы форума о запоздалом и однобоком освещении в СМИ антикоррупционных протестов, телеведущий канала Россия-1 Эрнест Мацкявичюс сказал, что, возможно, об этом можно было рассказать сразу. Далее журналист перевёл разговор на ситуацию в Украине, а после заявил о финансировании Госдепом Навального. Эти слова были встречены под неодобрительное улюлюканье и топание[11].
- в 2019 году вице-президент Сбербанка Андрей Шаров в ответ на вопрос одного из участников, почему в России Сбербанк выдает кредиты под ставку 12,9% годовых, а в Чехии ― под 6,9%, вместо внятного ответа включил музыку собственного сочинения[12].